# Syed Azlan Amjad
Syed Azlan Amjad (* 15. September 1996 in Pakistan) ist ein katarischer Squashspieler.

## Karriere
Syed Azlan Amjad begann seine professionelle Karriere im Jahr 2012 und gewann bislang zwei Titel auf der PSA World Tour. Seine höchste Platzierung in der Weltrangliste erreichte er mit Rang 64 im Januar 2022. Er vertrat die katarische Nationalmannschaft bei mehreren Asienmeisterschaften und den Asienspielen 2018. Bei der Weltmeisterschaft 2019/20 in Doha erhielt er eine Wildcard für das Hauptfeld und zog, ebenso wie Abdulla Mohd Al Tamimi, als erster Katarer in die zweite Runde einer Weltmeisterschaft ein. Bei den 2023 ausgetragenen Asienspielen 2022 in Hangzhou schied er im Einzel im Achtelfinale aus.

## Erfolge
- Gewonnene PSA-Titel: 2